# Мамацев (хутор)
Мамацев — хутор в Шовгеновском районе Республики Адыгея России. Входит в состав Дукмасовского сельского поселения.

## География
Хутор расположен по обоим берегам реки Гиаги.

### Уличная сеть
- Короткий переулок,
- Краснооктябрьская,
- Молодёжная,
- Школьный переулок.

### Климат
Климат, как и во всем районе, мягкий влажный умеренный. Средняя продолжительность солнечного сияния изменяется от 1750 до 2200 часов в год, при изменении высоты солнца от 22º в полдень 22 декабря, до 68º в полдень 22 июня. На территории района на поверхность земли за год поступает 117—120 ккал/см² суммарной радиации. Большое количество суммарной радиации определяет длительный вегетационный период 230—240 дней.

## Население
| 2002 | 2010 | 2013 | 2014 | 2015 | 2016 | 2017 |
| ---- | ---- | ---- | ---- | ---- | ---- | ---- |
| 258  | ↘250 | ↘245 | ↘237 | ↘228 | ↗229 | →229 |
| 2018 | 2019 | 2020 | 2021 | 2023 | 2024 |      |
| ↘224 | ↘222 | ↗224 | ↗255 | ↘241 | ↗257 |      |

русские (свыше 70 %), адыгейцы, чехи (на 2020 год около 20 человек).

## Инфраструктура
Личное подсобное хозяйство с зоной сельскохозяйственного использования, индивидуальная застройка усадебного типа.
Основа экономики — сельское хозяйство.

## Транспорт
Остановка общественного транспорта. 